# Johann Martin von Wagner

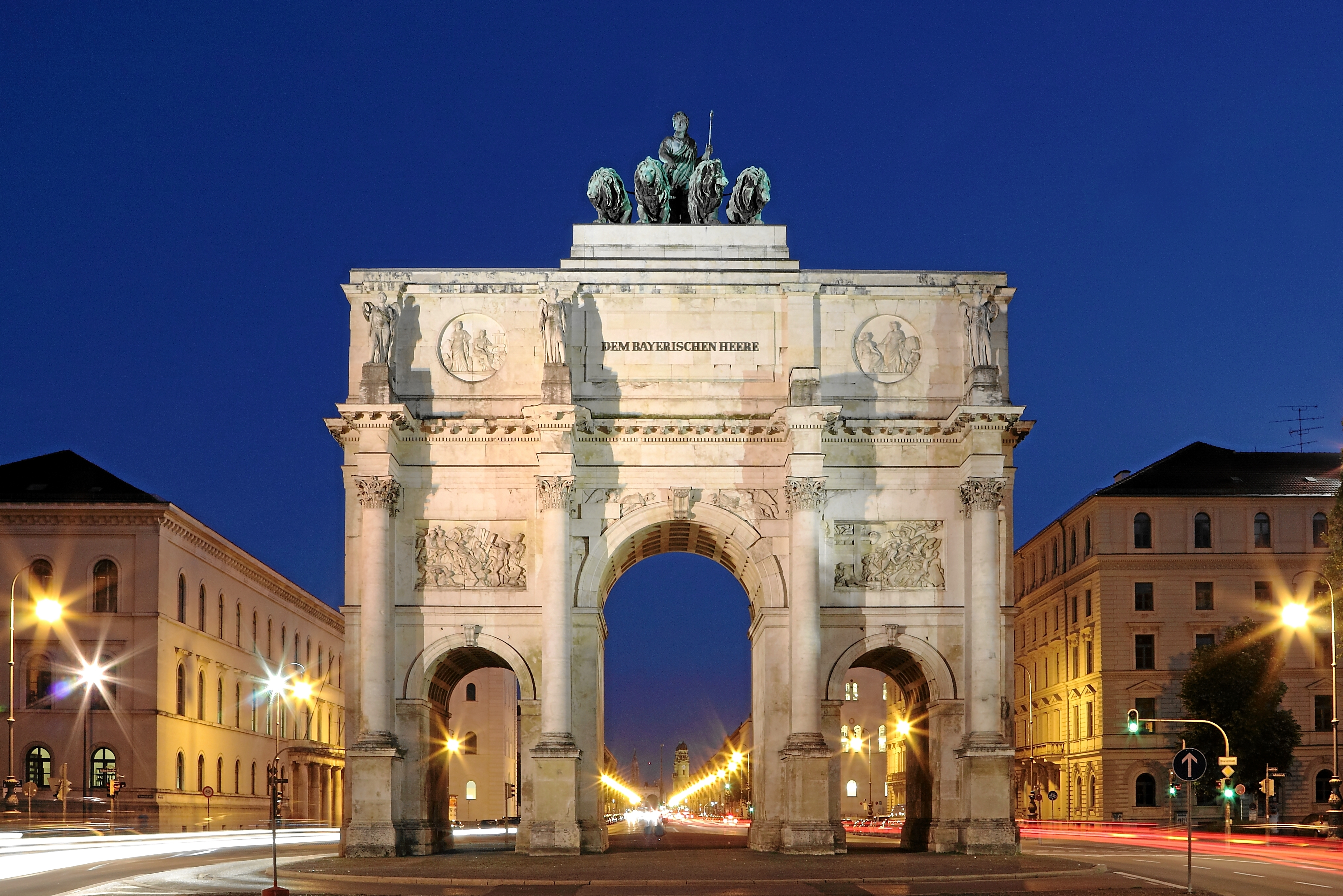
Brama Zwycięstwa „Siegestor” w Monachium

Johann Martin von Wagner (ur. 24 czerwca 1777 w Würzburgu, zm. 8 sierpnia 1858 w Rzymie) – niemiecki rzeźbiarz, dyrektor Akademii monachijskiej. Pochodził z rodziny Johanna Petera Alexandra Wagnera (1730–1809), będąc jego synem. Ojciec artysty był znanym niemieckim rzeźbiarzem nadwornym. 
Sprowadził do Monachium grupy z Eginy z Grecji. Główne dzieła: Igrzyska w Eleusis, 6 wiktorii i reliefy ma monachijskim „Siegestor” i inne. Pisał też dzieła z zakresu sztuki antyku.
Pochowany na zabytkowym Campo Santo Teutonico w Rzymie.